# Disophrys calcaratrix
Disophrys calcaratrix är en stekelart som beskrevs av Telenga 1955. Disophrys calcaratrix ingår i släktet Disophrys och familjen bracksteklar. Inga underarter finns listade i Catalogue of Life.